# مجلس ملی فلسطین
مجلس ملی فلسطین (به عربی: المجلس الوطني الفلسطيني) نهاد قانون‌گذاری سازمان آزادی‌بخش فلسطین (ساف) است و اعضای کمیته اجرایی ساف را انتخاب می‌کند. جلسات این مجلس هر دو سال یک‌بار برگزار می‌شود و مصوبات آن با اکثریت آراء در صورت حضور دو سوم اعضا در جلسه تصویب می‌شود.
رئیس این مجلس از سال ۲۰۰۳ تاکنون سلیم الزعنون است، این مجلس در حال حاضر ۶۶۹ عضو دارد و اعضای مجلس قانون‌گذاری فلسطین به‌طور خودکار عضو این مجلس نیز هستند.

## تاریخچه
نخستین جلسه مجلس ملی فلسطین با شرکت ۴۲۲ نماینده در مه ۱۹۶۴ در قدس برگزار شد و منشور ملی فلسطینیان را به تصویب رساند، سازمان آزادی‌بخش فلسطین (ساف) را به عنوان نماینده سیاسی مردم فلسطین برگزید و احمد الشقیری به عنوان رئیس کمیته اجرایی ساف انتخاب شد. در این اجلاس نمایندگانی از جوامع فلسطینی ساکن اردن، کرانه باختری، نوار غزه، سوریه، لبنان، کویت، عراق، مصر، قطر، لیبی و الجزایر حضور داشتند.
نشست‌های بعدی در شهر غزه، قاهره (از ۱۹۶۸ تا ۱۹۷۷)، دمشق (۱۹۷۹ و ۱۹۸۱)، الجزیره، امان و غزه (۱۹۹۶ و ۱۹۹۸) برگزار شدند.
در نشست سال ۱۹۶۹ قاهره یاسر عرفات به عنوان رهبر ساف انتخاب شد و تا هنگام مرگش در ۲۰۰۴ این مقام را بر عهده داشت. در نشست نوامبر سال ۱۹۸۸ الجزیره نیز مجلس ملی فلسطین به‌طور یک‌جانبه استقلال کشور عربی فلسطین را اعلام کرد.

## به رسمیت شناختن اسرائیل
با امضای پیمان‌های اسلو مجلس ملی فلسطین در نشست آوریل ۱۹۹۶ خود در غزه با ۵۰۴ رأی موافق در برابر ۵۴ رأی مخالف، بخش‌هایی از منشور ملی فلسطینیان که موجودیت اسرائیل را به رسمیت نمی‌شناخت، نامعتبر اعلام کرد. ادوارد سعید اندیشمند آمریکایی فلسطینی که از ۱۹۷۷ عضو مستقل مجلس ملی فلسطین بود، پیش از آن در ۱۹۹۱ در اعتراض به توافق‌نامه‌های اسلو از این مجلس خارج شده بود، چرا که باور داشت قرارداد اسلو به تشکیل یک دولت واقعاً مستقل فلسطینی و صلحی پایدار در منطقه نمی‌انجامد و از طرح پیشنهادی ایالات متحده آمریکا در اواخر دهه ۱۹۷۰ که خود سعید به یاسر عرفات تحویل داده بود، ضعیف‌تر است. او در نامه‌ای به عرفات نوشت که حق بازگشت آوارگان فلسطینی به مناطق اشغال شده قبل از سال ۱۹۶۷ را ارزان فروخته و احداث شهرک‌های اسرائیلی را نادیده گرفته است..

## همچنین ببینید
- شورای ملی عمومی فلسطین
- شورای قانونگذاری فلسطین (نوار غزه)
- وزارت بهداشت فلسطین
- اگر فلسطینی بودم با کسانی که سرزمینم را اشغال کردند می‌جنگیدم